# Petar Pjer Križanić
Petar Pjer Križanić (Glina, 19. svibnja 1890. —  Beograd 31. siječnja 1962.) bio karikaturist, esejist i pisac, osnivač časopisa  "Ošišani jež“,  1935.

## Biografija
Rođenje u Glini od majke Sofije i oca Matije Križanića. Majka mu je umrla tri mjeseca nakon njegovog rođenja. Nakon majčine smrti otišao je živjeti kod bake u selo Mečenačani kod Kostajnice. Godine 1907. u Zagrebu završava Obrtničku školu, slikarsko-dekoracijski smjer. Privremenu višu školu za umjetnički obrt i umjetnost pohađa od 1908. do 1911.  U samim počecima objavljuje karikature u Zagrebačkom listu Koprive.  Nakon atentata na S. Cuvaja 1912. bježi u Srbiju, ali se 1914. vratio u Hrvatsku.  Tijekom Prvog svjetskog rata unovačen je 1915. i poslan na talijanski front. Vratio se u Zagreb 1918. i postao je urednikom lista Koprive. Krajem 1921. radi i kao likovni kritičar u listu Pokret. Odlazi u Beograd 1922. i zapošljava se kao suradnik Novog lista, a od  1923. i kao stalni likovni  kritičar lista Politika. Svoje prve karikature  objavljuje u knjizi Naše muke u Beogradu 1923.  Od 1941. do 1944. odlazi živjeti u  Mostar, ali se ponovo vrača u Beograd. Izrazito je cijenjen kao karikaturist protiv fašizma s brojnim karikaturama Hitlera i Mussolinija. Svoje je radove izlagao po svim većim gradovima diljem Jugoslavije.